# Ciesznów
Ciesznów (niem. Teschenau, cz. Těšnov) – wieś w Polsce położona w województwie opolskim, w powiecie prudnickim, w gminie Głogówek. Historycznie leży na Górnym Śląsku, na ziemi prudnickiej. Położona jest na terenie Doliny Górnej Straduni, będącego częścią Niziny Śląskiej.
W latach 1945–1954 miejscowość należała do gminy Gościęcin w powiecie kozielskim, a w latach 1973–1975 do gminy Lisięcice w powiecie głubczyckim. W latach 1975–1998 miejscowość należała administracyjnie do ówczesnego województwa opolskiego.
Według danych na 2011 wieś była zamieszkana przez 80 osób.

## Geografia

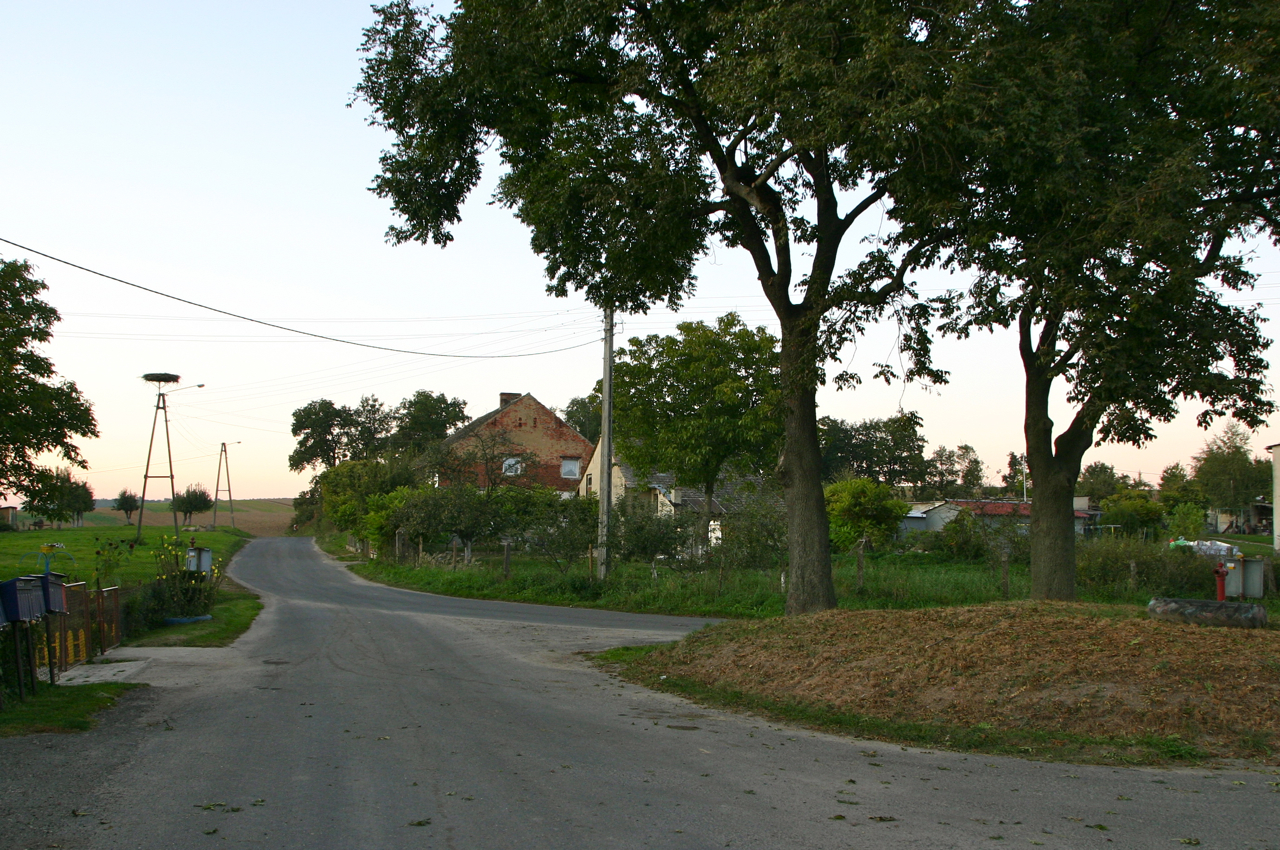
Widok wsi

### Położenie
Wieś jest położona w południowo-zachodniej Polsce, w województwie opolskim, około 11 km od granicy z Czechami, w Dolinie Górnej Straduni, tuż przy granicy powiatu prudnickiego z powiatem kędzierzyńsko-kozielskim (gmina Pawłowiczki) i powiatem głubczyckim (gmina Głubczyce). Należy do Euroregionu Pradziad. Leży na terenie Nadleśnictwa Prudnik (obręb Prudnik).

### Środowisko naturalne
W Ciesznowie panuje klimat umiarkowany ciepły. Średnia temperatura roczna wynosi +8,2 °C. Duże zróżnicowanie dotyczy termicznych pór roku. Średnie roczne opady atmosferyczne w rejonie Ciesznowa wynoszą 641 mm. Dominują wiatry zachodnie.

## Nazwa
Nazwa wsi wywodzi się od imienia Cieszno, Cieszysław. W 1234 wymieniona jest pod nazwą Tesnowo, a w 1282 Tesnow. Przed 1945 stosowana była nazwa Teschenau. Nazywana też Cieśniów i Teszniów. Formy Tesznów i Teśnów powstały pod wpływem czeskim lub postaci zgermanizowanej.
W historycznych dokumentach nazwę miejscowości wzmiankowano w różnych językach oraz formach: Tesnouo (1234), Tesnow (1292), Theschinow (1322), Teschnau (1687), Teschenau (1743), Teschenau, Teschnau (1783), Teschenau, Tesznów (1845), Tesznów, niem. Teschenau (1892), Teśnów – Teschenau (1939), Teschenau – Ciesznów, -owa, ciesznowski (1948), Ciesznów (Teśniów) (1952), Ciesznów, -nowa (1980).

## Historia
Wieś po raz pierwszy wzmiankowana była w 1234. Książę Władysław podarował Ciesznów rycerzowi Hermanowi i jego dwóm braciom w 1322. W drugiej połowie XIV wieku Dobiesz (Tobiasz) z Domanic wszedł w posiadanie Ciesznowa. W 1368 Henryk z Śmicza trzy razy potwierdził zakup i spłacenie wsi Ciesznów przez księcia Konrada II oleśnickiego od Dobiesza z Domanic.

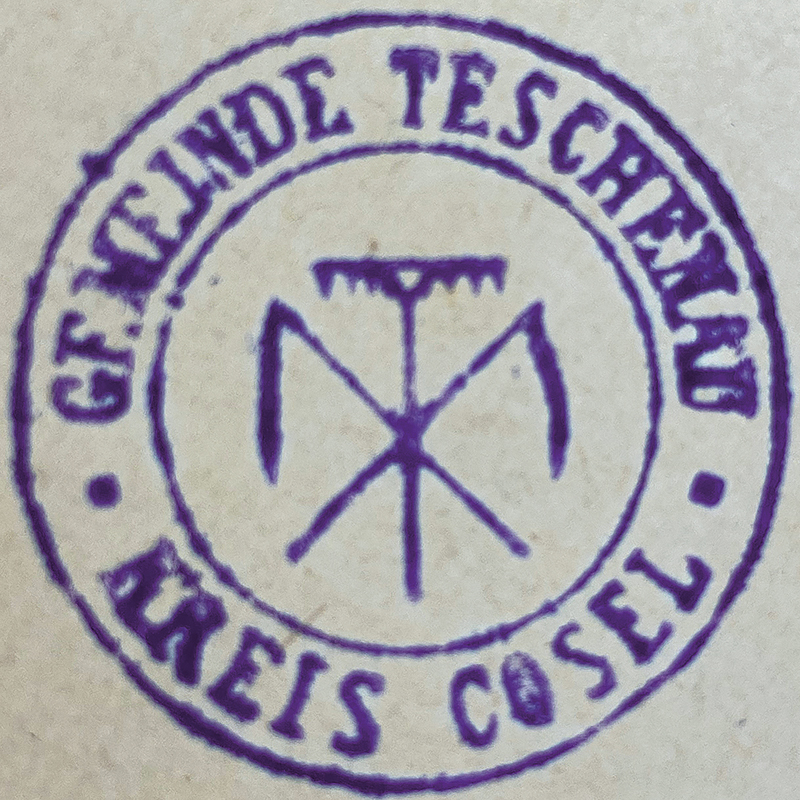
Pieczęć Ciesznowa (1927)

Na początku XIX wieku wybudowana została kapliczka-dzwonnica, która obecnie jest najstarszym obiektem we wsi. Ostatnim właścicielem wsi był Karol Schwarzer, który zbudował dwór i park. Wieś posiadała swoją własną pieczęć, która przedstawiała w polu grabie w słup, za nimi skrzyżowane cep i kosa, a w otoku napis: GEMEINDE TESCHENAU / KREIS COSEL (pol. Gmina Ciesznów / Powiat Kozielski).

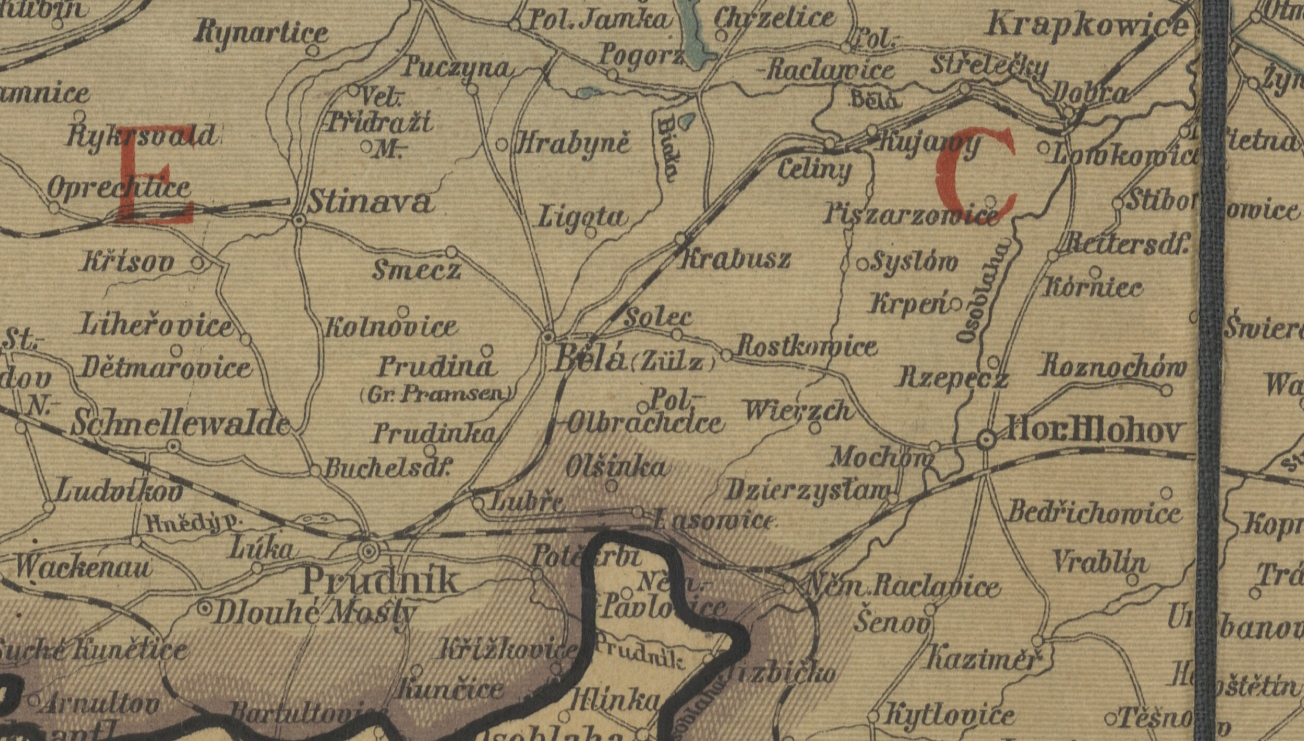
Ciesznów (Těšnov) wśród miejscowości ziemi prudnickiej na czeskiej mapie z 1922

Według spisu ludności z 1 grudnia 1910, na 130 mieszkańców Ciesznowa 53 posługiwało się językiem niemieckim, 76 językiem polskim, a 1 był dwujęzyczny. Do głosowania w plebiscycie na Górnym Śląsku w 1921 uprawnionych było w Ciesznowie 125 osób, z czego 87, 69,6%, stanowili mieszkańcy (w tym 86, 68,8% całości, mieszkańcy urodzeni w miejscowości). Oddano 122 głosy (97,6% uprawnionych), w tym 122 (100%) ważne; za Niemcami głosowało 114 osób (93,4%), a za Polską 8 osób (6,6%).
W latach 1945–1950 Ciesznów należał do województwa śląskiego, a od 1950 do województwa opolskiego. Należał do powiatu kozielskiego. W latach 1945–1954 wieś należała do gminy Gościęcin, w latach 1954–1959 do gromady Kazimierz, w latach 1959–1972 do gromady Lisięcice, a w latach 1973–1975 do gminy Lisięcice. Od 1975 Ciesznów znajdował się w gminie Głogówek, a w 1999 został przyłączony do powiatu prudnickiego.
W 2019 Ciesznów przystąpił do Programu Odnowy Wsi Opolskiej. Wieś ucierpiała podczas powodzi we wrześniu 2024.

## Mieszkańcy
Miejscowość zamieszkiwana jest przez ludność napływową, przybyłą na Śląsk z Kresów Wschodnich po 1945 w wyniku przymusowych przesiedleń ludności polskiej.

### Liczba mieszkańców wsi
- 1933 – 183[24]
- 1939 – 160[24]
- 1966 – 91[25]
- 1998 – 87[26]
- 2002 – 75[26]
- 2009 – 79[26]
- 2011 – 80[26]
- 2013 – 76[27]

## Zabytki
Zgodnie z gminną ewidencją zabytków w Ciesznowie chronione są:
- kapliczka dzwonnica przy domu nr 23
- dom mieszkalny nr 22

## Gospodarka
Ciesznów jest wsią rolniczą. Prowadzona jest tu produkcja zwierzęca oraz roślinna. W 2017 we wsi działały 2 podmioty gospodarki narodowej.
Ciesznów wraz z całą gminą Głogówek podlega pod inspektorat ZUS w Prudniku.

## Transport
W zarządzie Wydziału Drogownictwa Starostwa Powiatowego w Prudniku znajduje się droga powiatowa nr 1212O relacji Gościęcin – Ciesznów – Kazimierz – Szonów.
Ciesznów posiada połączenia autobusowe z Głogówkiem. We wsi znajduje się jeden przystanek autobusowy.

## Religia

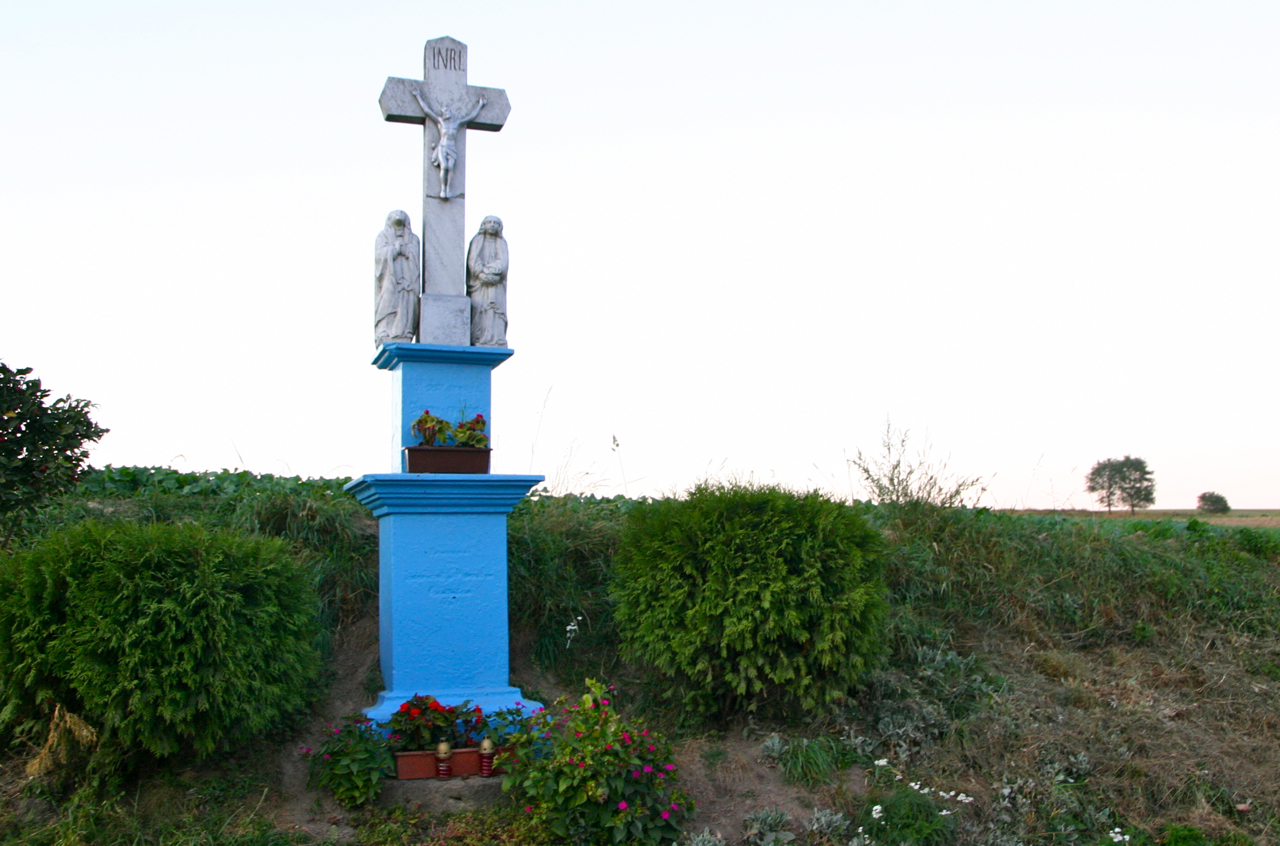
Krzyż przydrożny

Katolicy z Ciesznowa należą do parafii Wniebowzięcia Najświętszej Maryi Panny w Kazimierzu (dekanat Głogówek). We wsi znajduje się kaplica-dzwonnica wzniesiona na początku XIX wieku, a także dwa krzyże z 1904 i 1907. W kaplicy znajduje się barokowa figura Jana Nepomucena, wykonana z drewna.

## Turystyka
Oddział PTTK „Sudetów Wschodnich” w Prudniku ustanowił turystyczną Odznakę Krajoznawczą Ziemi Prudnickiej, którą zdobywa się poprzez zwiedzenie odpowiedniej liczby obiektów w miejscowościach położonych na ziemi prudnickiej, w tym w Ciesznowie.

## Bezpieczeństwo
Miejscowość jest pod opieką dzielnicowego rejonu służbowego nr 13 Komendy Powiatowej Policji w Prudniku (Komisariat Policji w Głogówku).
Teren wsi, jak i całej gminy Głogówek, położony jest w strefie nadgranicznej w związku z czym Straż Graniczna dysponuje, na tym obszarze, specjalnymi kompetencjami w zakresie bezpieczeństwa. Gminę Głogówek obejmuje zasięgiem służbowym placówka Straży Granicznej w Opolu ze Śląskiego Oddziału SG.